# Rendez-Vous (francuski zespół muzyczny)
Rendez-Vous to post-punkowy francuski zespół z Paryża, założony w 2012 roku.

## Historia
Rendez-Vous zostało założone w 2012 roku przez Francisa malleriego oraz Elliota Bethaulta. Kilka miesięcy do zespołu dołączyli Maxime Gendre i Simon Dubourg. Zespół wydał swoją pierwszą EP w 2014 roku dla Zappruder Records. Latem 2015 roku rozpoczął trasę koncertową po Europie.
W 2016 roku Rendez-Vous wydali swoją drugą EP, Distance, zespołowi w utworzeniu pomagał Ben Greenberg z The Men, EPka powstała dla nowego wydawnictwa AVANT! Records. Singiel zatytułowany "Distance" znalazł się na "100 best songs of the year" tworzonego przez magazyn Les Inrockuptibles.
W 2017 roku singiel "The Others" został użyty przez Burger Records by reprezentować Francję na "Burger World Compilation".
W czerwcu 2018 roku Rendez-Vous wydało singiel "Double Zero", który był promocją ich pierwszej płyty "Superior State". Utwór został wydany 14 września. 24 października został wydany następny singiel "Sentimental Animal", na singlu mogliśmy po raz pierwszy zobaczyć członków zespołu. Clash nazwał piosenkę utworem dnia. W tym samym roku do zespołu dołącza Guillaume Rottier.

## Superior State
Pierwszy album Rendez-Vous, Superior State został opublikowany 26 października 2018 roku nakładem własnej wytwórni Artefact z pomocą paryskiej wytwórni CryBaby.
Superior State uplasowane zostało na pierwszym miejscu listy najlepszych albumów strony Post-Punk.com Les Inrockuptibles umieściło album na trzecim miejscu w rankingu „TOP 20 Chansons” z 2018 roku. Rendez-Vous to pierwsza francuska grupa, która znalazła się w tym rankingu.

## Dyskografia
| Kolejność | Nazwa Utworu  | Długość utworu |
| --------- | ------------- | -------------- |
| 1.        | "The Others"  | 3:41           |
| 2.        | "Plasticity"  | 3:11           |
| 3.        | "White Dress" | 3:26           |
| 4.        | "Donna"       | 4:31           |
| 5.        | "Youth"       | 5:04           |

| Kolejność: | Nazwa utworu          | Długość utworu |
| ---------- | --------------------- | -------------- |
| 1.         | "Distance"            | 3:28           |
| 2.         | "Workout"             | 4:34           |
| 3.         | "Foreseen Death"      | 4:40           |
| 4.         | "Euroshima"           | 3:42           |
| 5.         | "Demian"              | 3:44           |
| 6.         | "Ignorance & Cruelty" | 4:49           |

| Kolejność: | Nazwa utworu         | Długość utworu |
| ---------- | -------------------- | -------------- |
| 1.         | "Double Zero"        | 5:31           |
| 2.         | "Paralysed"          | 4:22           |
| 3.         | "Sentimental Animal" | 4:35           |
| 4.         | "Last stop"          | 4:34           |
| 5.         | "Superior State"     | 4:34           |
| 6.         | "Crisis"             | 4:20           |
| 7.         | "Middle Class"       | 3:10           |
| 8.         | "Lakes"              | 3:42           |
| 9.         | "Exuviæ"             | 4:02           |
| 10.        | "Order Of Baël"      | 2:52           |